# Bergenite
La bergenite è un minerale appartenente al gruppo della fosfuranilite.